# Hydractinia
Hydractinia är ett släkte av nässeldjur som beskrevs av van Beneden 1844. Hydractinia ingår i familjen Hydractiniidae.

## Bildgalleri

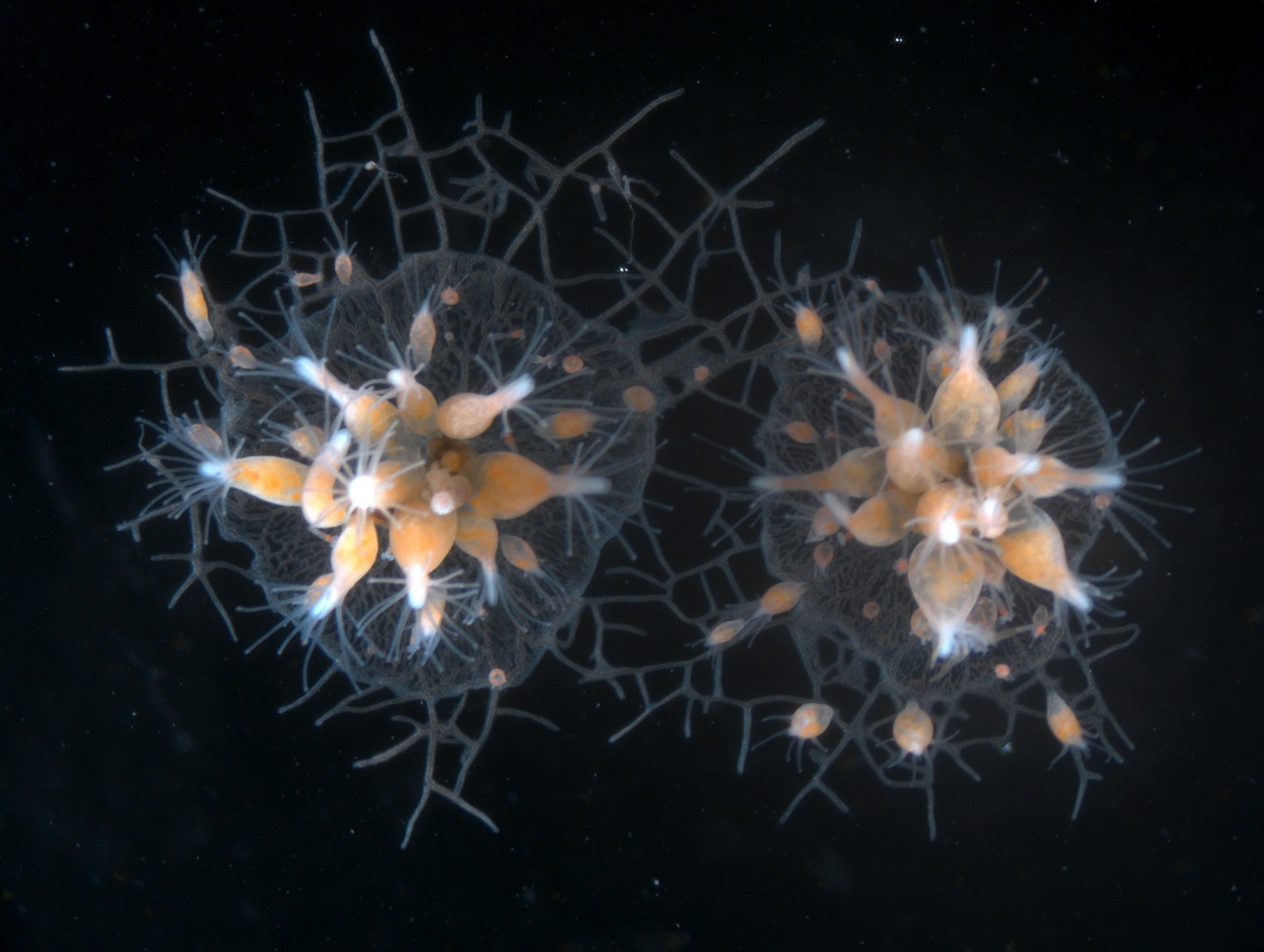
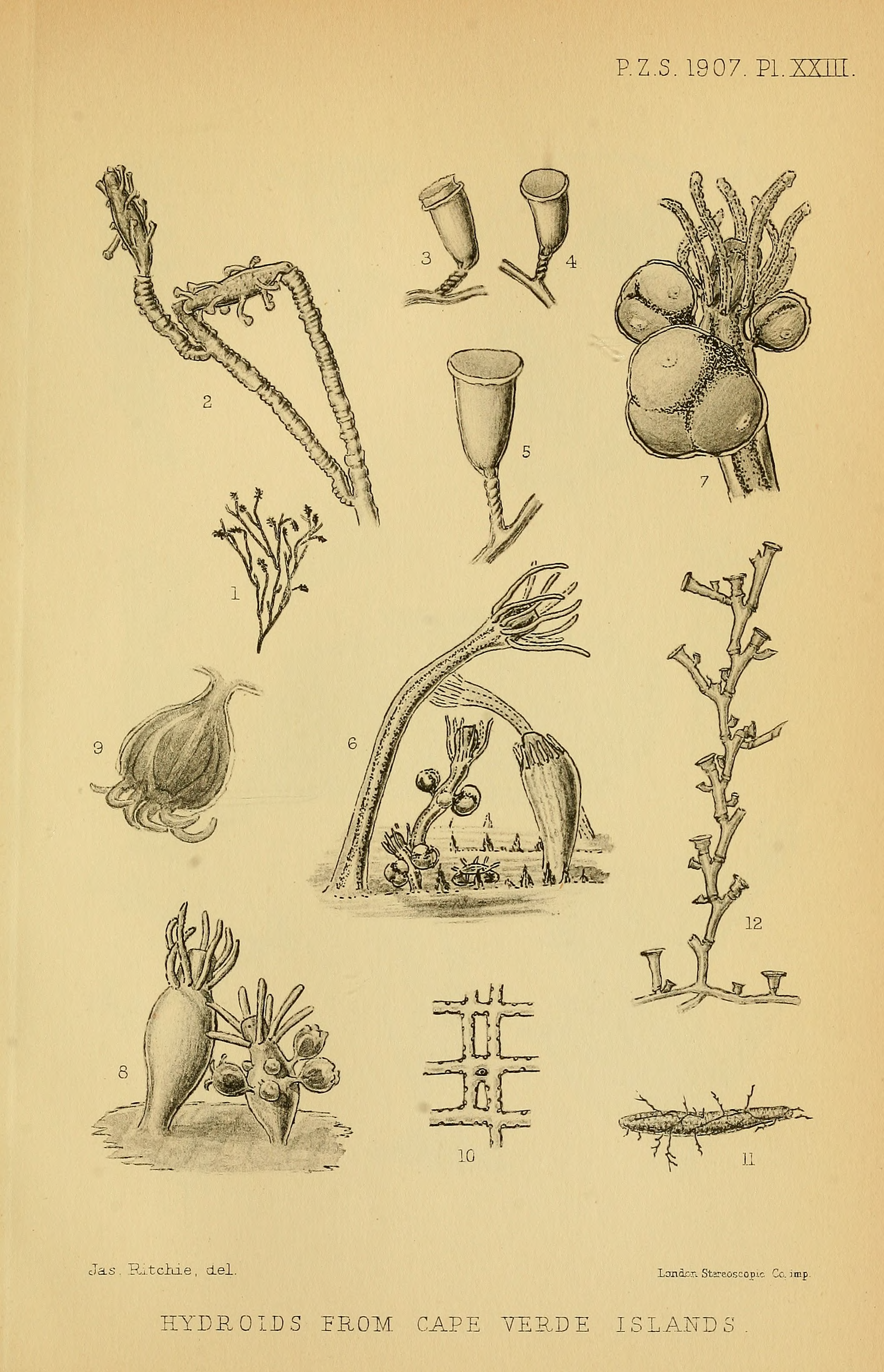

## Dottertaxa tillHydractinia, i alfabetisk ordning[1][2]
- Hydractinia aculeata
- Hydractinia aggregata
- Hydractinia allmani
- Hydractinia altispina
- Hydractinia americana
- Hydractinia angusta
- Hydractinia apicata
- Hydractinia arctica
- Hydractinia areolata
- Hydractinia arge
- Hydractinia armata
- Hydractinia australis
- Hydractinia bayeri
- Hydractinia bella
- Hydractinia betkensis
- Hydractinia borealis
- Hydractinia brachyurae
- Hydractinia calderi
- Hydractinia californica
- Hydractinia canalifera
- Hydractinia carcinicola
- Hydractinia carica
- Hydractinia carnea
- Hydractinia carolinae
- Hydractinia claviformis
- Hydractinia conchicola
- Hydractinia cryptoconcha
- Hydractinia cryptogonia
- Hydractinia cytaciformis
- Hydractinia dendritica
- Hydractinia diogenes
- Hydractinia disjuncta
- Hydractinia dubia
- Hydractinia echinata
- Hydractinia epiconcha
- Hydractinia epispongia
- Hydractinia exigua
- Hydractinia fallax
- Hydractinia fucicola
- Hydractinia granulata
- Hydractinia hancocki
- Hydractinia hayamaensis
- Hydractinia hooperi
- Hydractinia humilis
- Hydractinia inabai
- Hydractinia inermis
- Hydractinia ingolfi
- Hydractinia kaffaria
- Hydractinia laevispina
- Hydractinia longispina
- Hydractinia mar
- Hydractinia marsupialia
- Hydractinia meteoris
- Hydractinia milleri
- Hydractinia minima
- Hydractinia minoi
- Hydractinia minuta
- Hydractinia misakinensis
- Hydractinia monocarpa
- Hydractinia monoon
- Hydractinia multigranosi
- Hydractinia multispina
- Hydractinia multitentaculata
- Hydractinia nassa
- Hydractinia novaezelandiae
- Hydractinia ocellata
- Hydractinia ornata
- Hydractinia otagoensis
- Hydractinia pacifica
- Hydractinia parvispina
- Hydractinia paucispinata
- Hydractinia piscicola
- Hydractinia polycarpa
- Hydractinia polyclina
- Hydractinia polystyla
- Hydractinia proboscidea
- Hydractinia prolifica
- Hydractinia pruvoti
- Hydractinia quadrigemina
- Hydractinia reticulata
- Hydractinia rubricata
- Hydractinia rugosa
- Hydractinia sagamiensis
- Hydractinia sarsi
- Hydractinia selena
- Hydractinia serrata
- Hydractinia siphonis
- Hydractinia sodalis
- Hydractinia spinipapillaris
- Hydractinia spiralis
- Hydractinia symbiolongicarpus
- Hydractinia symbiopollocaris
- Hydractinia tenuis
- Hydractinia thatcheri
- Hydractinia uchidai
- Hydractinia uniformis
- Hydractinia valens
- Hydractinia vallini
- Hydractinia vermicola
- Hydractinia yerii